# Pietro Bianchi (Gewichtheber)
Pietro Ubaldo Bianchi (* 14. Februar 1895 in San Pier d’Arena; † 21. Mai 1962 in Genua) war ein italienischer Gewichtheber.

## Erfolge
Pietro Bianchi startete bei den Olympischen Spielen 1920 in Antwerpen im Mittelgewicht bis 75 kg. In dem zehn Teilnehmer umfassenden Starterfeld gelang es ihm mit 235,0 kg gestemmtem Gesamtgewicht das zweitbeste Resultat zu erzielen, sodass er hinter dem siegreichen Franzosen Henri Gance, der mit 245 kg Olympiasieger wurde, und vor Albert Pettersson aus Schweden mit ebenfalls 235,0 kg die Silbermedaille gewann. Bianchi und Pettersson stemmten in einem Stechen beide beidhändig 107,5 kg. Daraufhin kam es zum Losentscheid, bei dem Bianchi die Silbermedaille zugelost wurde.